# Hemerobius canadai
Hemerobius canadai är en insektsart som beskrevs av Navás 1925. Hemerobius canadai ingår i släktet Hemerobius och familjen florsländor. Inga underarter finns listade i Catalogue of Life.